# Maciek Grzywacz

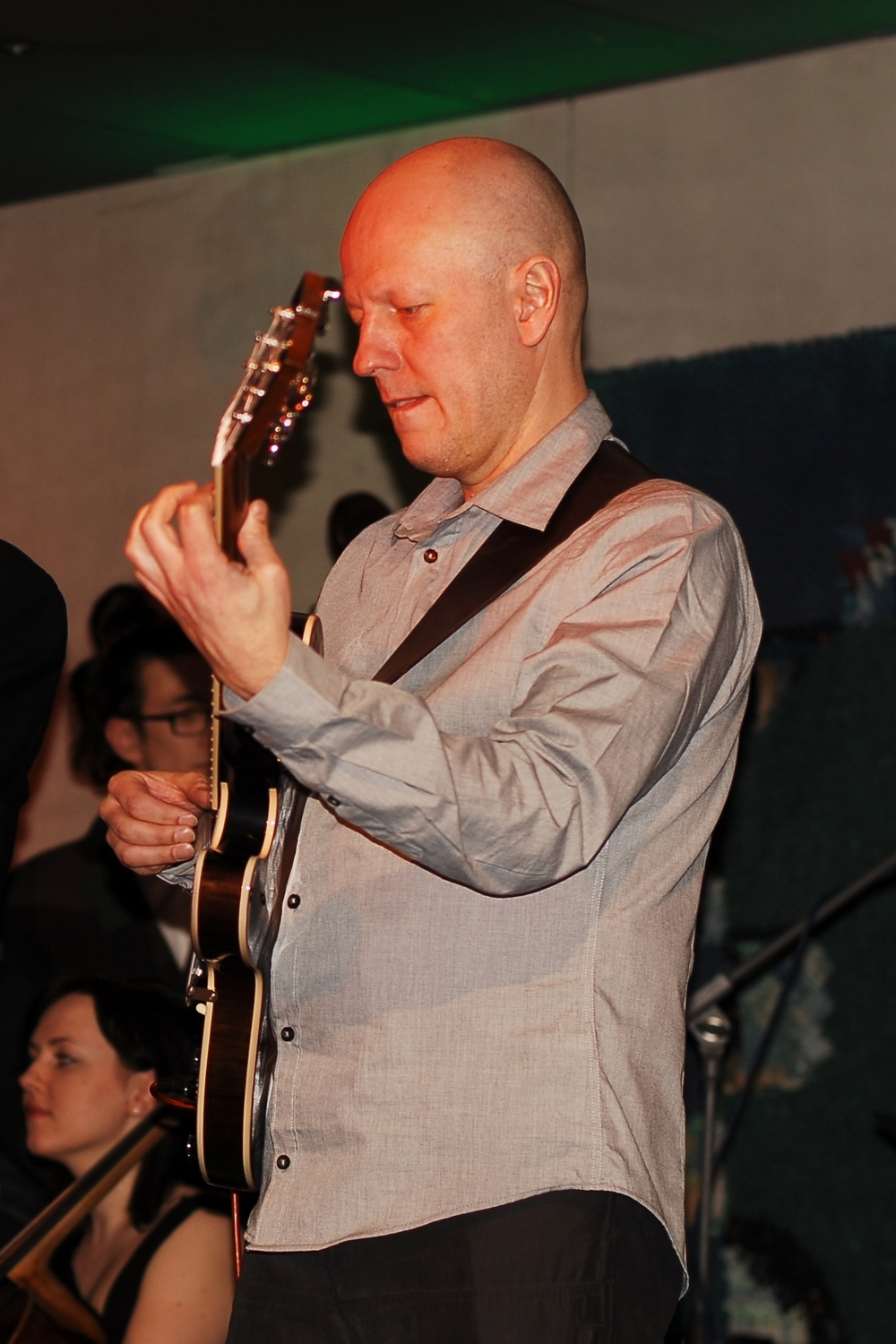
Maciek Grzywacz, Warsaw 2013

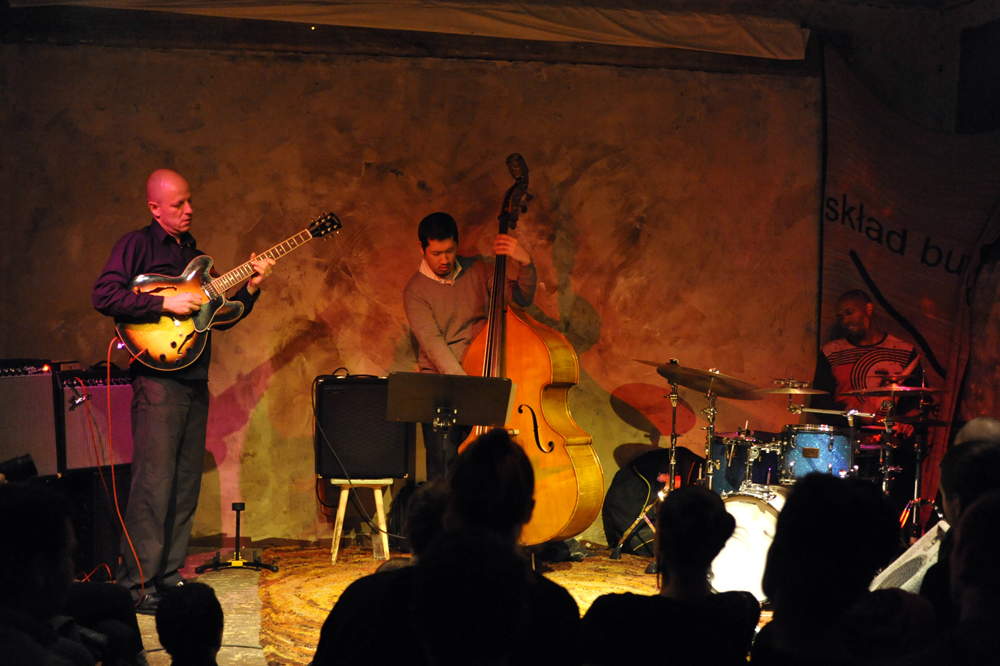
Maciek Grzywacz (links) met Yasushi Nakamura en Clarence Penn in Warschau, november 2010

Maciek Grzywacz is een Poolse jazz-gitarist en klassieke gitarist, componist en arrangeur.
Grzywacz studeerde klassieke gitaar aan conservatoria in Warschau en München en gaf in Duitsland klassieke concerten. Hij is leider van een kwartet, waarmee hij in verschillende samenstellingen (onder meer Avishai Cohen) heeft opgetreden en opgenomen, zoals de plaat Things Never Done. Ook is hij de mede-oprichter van de groep (0-58). Twee platen van deze band werden genomineerd voor een Fryderyk Award in de categorie 'Jazzalbum van het jaar' (2002 en 2003). Naast deze albums heeft hij nog een solo-album, Offshore, uitgebracht. Grzywacz heeft samengewerkt met onder meer Krystyna Stańko, Wojciech Staroniewicz, Pjotr Lemańczyk en Jacek Kochan.

## Discografie (selectie)
- Offshore, Olo, 2000
- Do dziesięciu (0-58), Olo. 2001
- Tryby (058), 058 Records, 2003
- Things Never Done, EMG, 2006
- Forces Within, EMG, 2006
- Fourth Dimesnion, EMG, 2006
- Black Wine, Black Wine Records, 2011

- Virtual International Authority File: 302083666